# 武田光兵
武田 光兵（たけだ こうへい、1983年6月15日 - ）は、日本の元俳優・子役である。東京都出身。

## 略歴
小学生時代に子役として活躍。当時は「青塚光兵」名義で活動していた。セントラル子供タレントに所属。『気分はワイルド』、『オンリー・ユー〜愛されて〜』などに出演後、小学校卒業ごろに活動を休止。
1999年、第12回ジュノン・スーパーボーイ・コンテストでグランプリ受賞。田辺エージェンシーに所属し再び俳優として活動。本人の所属と同時に姉である武田アキも同事務所に所属し、グラビアや『うれる堂』（日本テレビ）に出演（現在は引退、既婚）。
2003年、『超星神グランセイザー』で獅堂剣 / セイザーリオン役としてレギュラー出演。『グランセイザー』放送終了後に事務所を辞めており、その後芸能活動は行っていない。
2010年1月14日、麻布十番にスシダイニング「Sushi To Dai For」をオープンさせたが、現在は閉店。同店には『超星神グランセイザー』で共演した高原知秀や阿部進之介も来店していた。

## 出演

### テレビドラマ
- 気分はワイルド（テレビ朝日、1995年） - ドク 役
- オンリー・ユー〜愛されて〜（日本テレビ、1996年） - 尾崎澄生（子供時代） 役
- らぶ・ちゃっと（恋する遺伝子）（フジテレビ、2000年） - タカオ 役
- 超星神グランセイザー（テレビ東京、2003年10月4日 - 2004年9月25日） - 獅堂剣 / セイザーリオン 役

### CM
- J-PHONE
- ベネッセ 進研ゼミ高校2年講座「マナビジョン2000」イメージキャラクター

### 舞台
- ビューティフル・サンデー（東京・大阪公演） - 小笠原浩輝 役

### DVD
- 「超星神グランセイザー スーパーバトルメモリー」 - 獅堂剣 役 ※芸能活動最後の出演作品。

### 写真集
- 『星座の勇者 - 超星神グランセイザー公式フォトアルバム』雑草社、2004年5月（ISBN 4-921040-05-2）